# Học bổng ASEAN
Học bổng ASEAN (Association of Southeast Asian Nations - Hiệp hội các quốc gia Đông Nam Á) là một chương trình học bổng được tài trợ bởi Chính phủ Singapore cho 9 quốc gia Đông Nam Á là Brunei, Campuchia, Indonesia, Lào, Malaysia, Myanma, Philippines, Thái Lan và Việt Nam cho giáo dục Trung học cơ sở, Trung học phổ thông và Đại học.
Tại Việt Nam, Học bổng ASEAN dành cho các học sinh Trung học được trao lần đầu từ năm 1996 và được tổ chức hàng năm. Cho đến nay, khoảng 270 học sinh Việt Nam đã được trao học bổng này.

## Nội dung học bổng
Mỗi học sinh được nhận học bổng ASEAN sẽ được chi trả toàn bộ chi phí học tập, sinh hoạt, di chuyển,.... tại Singapore trong bốn năm trung học (tương đương lớp 9 đến lớp 12), gồm hai năm phổ thông và hai năm dự bị đại học. Học sinh được hỗ trợ vé máy bay khứ hồi hai lần vào năm cuối trung học và dự bị đại học. Hàng năm, có khoảng 20 học sinh ở các nước được cấp học bổng.

## Quá trình tham gia học bổng (tại Việt Nam)

### Đăng ký
Trước năm 2017, hồ sơ thi học bổng ASEAN ở Việt Nam thường do Bộ Giáo dục Singapore cấp cho Bộ Giáo dục và đào tạo Việt Nam để phân về các tỉnh, thành phố. Hiện nay, học sinh có thể đăng ký học bổng thông qua trang web của Bộ giáo dục Singapore . Thời gian ứng tuyển học bổng thường trong tháng 3 và tháng 4, với độ tuổi ứng tuyển là học sinh đang học lớp 8, lớp 9, lớp 10 theo chương trình Giáo dục Việt Nam (trong đó chủ yếu là học sinh lớp 9).

### Thi tuyển

#### Thi sơ loại
Ở vòng thi đầu tiên, có khoảng hơn 500 thí sinh dự thi học bổng này. Các thi sinh sẽ nhận được giấy mời thi thông qua email của Bộ giáo dục Singapore trước ngày thi khoảng một tháng, và thí sinh cần xác nhận đồng ý để tham gia kỳ thi. Vòng thi sơ loại gồm có các bài thi: đánh giá IQ (chỉ có trong một số năm), Toán học và Tiếng Anh (gồm đọc hiểu và viết luận). Nội dung bài thi tương đương chương trình giáo dục cấp 2 của Singapore.

#### Thi phỏng vấn
Sau khoảng 2 tháng kể từ khi học, khoảng 1/3 số thí sinh tốt nhất trong kỳ thi sơ loại sẽ được tham gia phỏng vấn để chọn ra những học sinh sẽ được nhận học bổng. Nội dung bài thi phỏng vấn sẽ hoàn toàn bằng tiếng Anh.

#### Cấp học bổng
Những thí sinh xuất sắc nhất sẽ được cấp học bổng trong khoảng tháng 10 hàng năm. Sau đó, các học sinh sẽ đi sang Singapore học tập từ tháng 11 để chuẩn bị trong 2 tháng và bắt đầu học từ tháng 1 năm sau.
Nếu nhận được học bổng ASEAN và duy trì được trong 4 năm học, ứng viên học bổng có thể được giấy chứng nhận giáo dục cấp cao Singapore-Cambridge General(còn gọi là GCE A-Level) Hoặc một danh hiệu tương đương.
Ứng viên nhận được học bổng sẽ được chọn vào học tại một số trường học định sẵn ở Singapore, những trường thỏa mãn yêu cầu về khóa học của ứng viên học bổng. Học bổng được gia hạn hàng năm.
Sinh viên Việt Nam sẽ được xét học bổng dưới sự giám sát của Bộ giáo dục và đào tạo Việt Nam. Ứng viên không nằm trong danh sách chính thức có thể được cân nhắc để nhận các học bổng/giải thưởng khác xứng đáng với họ (Merit Awards).